# Austrogomphus mouldsorum
Austrogomphus mouldsorum là loài chuồn chuồn trong họ Gomphidae. Loài này được Theischinger miêu tả khoa học đầu tiên năm 1999.